# 龙头鱼

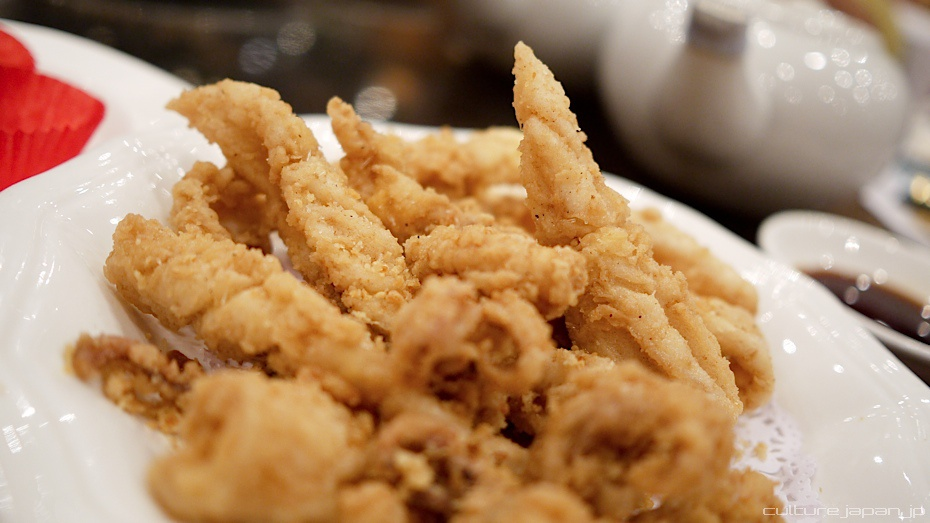
粵菜椒鹽九肚魚

龙头鱼（学名：Harpadon nehereus），又稱印度鐮齒魚、九肚魚，为龙头鱼属的鱼类。

## 分布
本魚分布于印度西太平洋區，包括印度洋、中国、日本、印度尼西亚、马来西亚、朝鲜半島海域，向西可达非洲东岸。属于沿海中下层鱼类。该物种的模式产地在恒河口。

## 特征
体长而侧扁，一般体长15至26厘米、体重75至150克、眼很小，前位、口裂甚大，由前颌骨形成口裂上缘。两颌牙密生、细尖，能倒伏、体柔软，大部光滑无鳞，唯侧线上有一行较大的鳞直抵尾叉．头及背面浅棕色，腹部乳白色、侧线发达、明显，从头盖骨直达昆鳍叉中央。背鳍1个，仅有鳍条，无鳍棘，背鳍后有一小脂鳍；胸鳍和陶鳍发达。约等长；尾鳍三叉形，中叶较短。

## 别名
别名丝丁鱼（厦门话）、殿鱼、九肚鱼、龙兔鱼、狗母鱼、豆腐鱼、啫喱魚，水潺、虾潺、龙头鲓、细血、狗奶、孟买鸭等。

## 生態
本魚棲息沙泥底質的海域，游泳能力不強，具有洄游的習性，屬肉食性，以小型無脊椎動物為食。

## 經濟利用

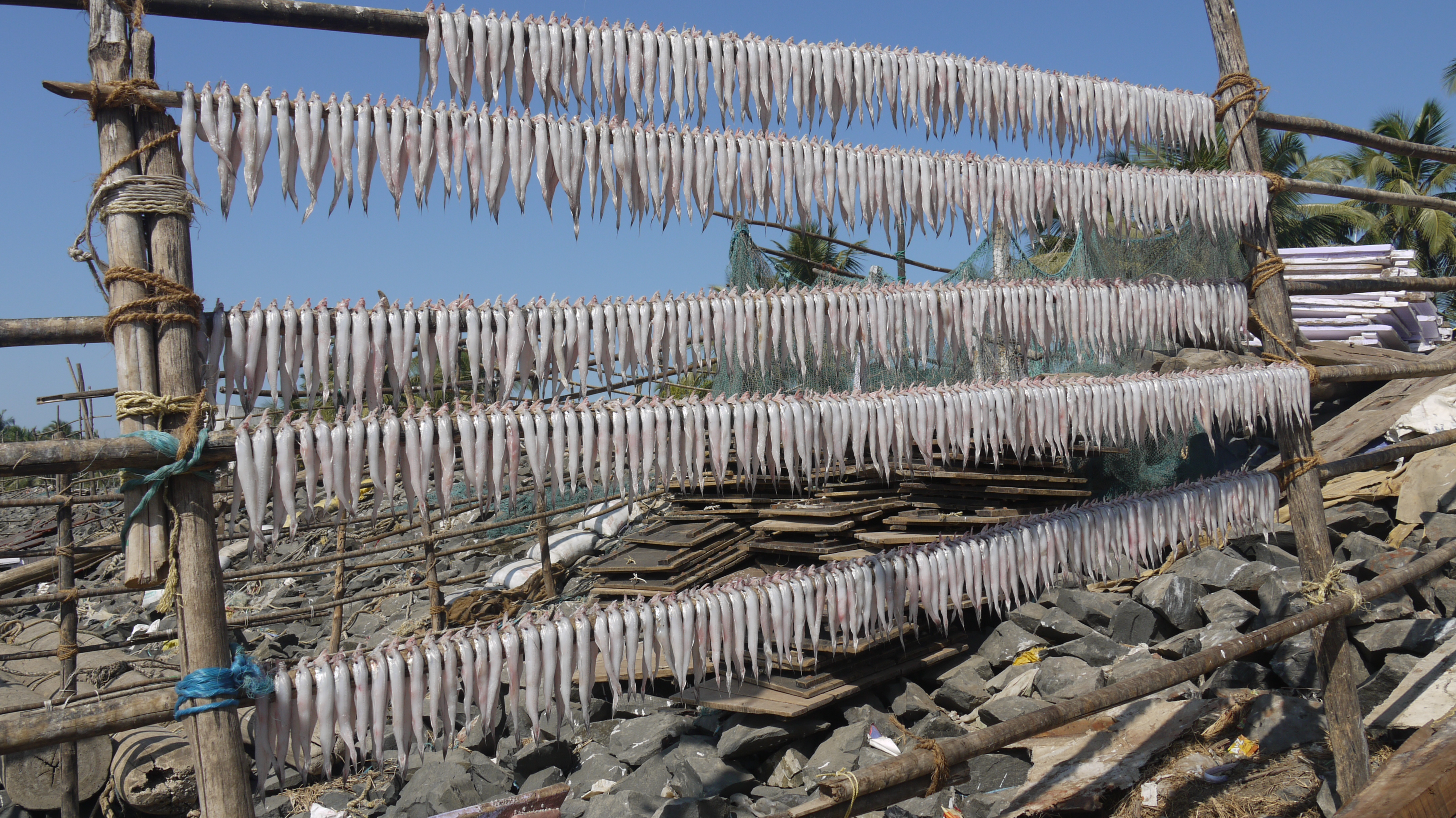
在印度捕获的龙头鱼

為高經濟價值的食用魚，常隨潮流陷入魚網當中。

## 其他
龙头鱼英文俗称“孟买鸭”（Bombay duck），此俗名的由来比较可靠的说法是：龙头鱼本身肉味清淡，但晒成鱼干后气味浓烈，在英属印度时期，人们常把这种刺鼻的气味和从孟买运送而来的邮件与报纸（Bombay Daak）联系在一起，久而久之也就叫成了“Bombay duck”。